# 헝가리 철도역사공원
헝가리 철도역사공원(헝가리어: Magyar Vasúttörténeti Park)은 헝가리 부다페스트에 소재한 철도 박물관이다. 헝가리 국철의 철도역이자 작업장인 이전 부다페스트 북부 차량기지에 있다. 박물관은 70,000제곱미터가 넘는 면적에 철도 차량과 장비를 포함한 100개 이상의 전시물이 있다.